# Head Games
Albums de Foreigner
Double Vision
(1978) 4
(1981)
Singles
1. Dirty White Boy
Sortie : Août 1979
2. Head Games
Sortie : Octobre 1979
3. Love on the Telephone
Sortie : Novembre 1979
4. Women
Sortie : 3 mars 1980
5. I'll Get Even with You
Sortie : 1980

Head Games est le troisième album studio du groupe de rock britannico-américain Foreigner, sorti le 11 septembre 1979. 
Rick Wills remplace Ed Gagliardi au poste de bassiste. Ce sera le dernier album avec Ian McDonald et Al Greenwood qui ont quitté le groupe après la sortie du disque. Ce fut la seule collaboration entre le groupe et le producteur Roy Thomas Baker. 
L'album s'est classé 5e au Billboard 200 et a été certifié quintuple disque de platine aux États-Unis par la Recording Industry Association of America (RIAA).

## Liste des titres
| 1. | Dirty White Boy        | Lou Gramm, Mick Jones | 3:37 |
| 2. | Love on the Telephone  | Jones, Gramm          | 3:18 |
| 3. | Women                  | Jones                 | 3:25 |
| 4. | I'll Get Even with You | Jones                 | 3:40 |
| 5. | Seventeen              | Jones, Gramm          | 4:43 |

| 1. | Head Games (en)     | Gramm, Jones        | 3:37 |
| 2. | The Modern Day      | Jones               | 3:26 |
| 3. | Blinded by Science  | Jones               | 4:54 |
| 4. | Do What You Like    | Ian McDonald, Gramm | 3:58 |
| 5. | Rev on the Red Line | Gramm, Al Greenwood | 3:35 |

| 11. | Zalia | Gramm, McDonald | 2:34 |

## Personnel
- Mick Jones : guitares, claviers, piano, chœurs, chant sur The Modern Day
- Ian McDonald : claviers, guitares, saxophone, flûtes, chœurs
- Lou Gramm : chant, percussions
- Al Greenwood : claviers
- Rick Wills : basse, chœurs
- Dennis Elliott : batterie
- Production : Roy Thomas Baker, Mick Jones, Ian McDonald